# ميتش ميلر
ميتش ميلر (بالإنجليزية: Mitch Miller)‏ هو مؤلف موسيقى تصويرية ومغني ومنتج أسطوانات وملحن وموسيقي أمريكي، ولد في 4 يوليو 1911 في روتشستر في الولايات المتحدة، وتوفي في 31 يوليو 2010 في نيويورك في الولايات المتحدة.

## وصلات خارجية
- ميتش ميلر على موقع IMDb (الإنجليزية)
- ميتش ميلر على موقع ميوزك برينز (الإنجليزية)
- ميتش ميلر على موقع إن إن دي بي (الإنجليزية)
- ميتش ميلر على موقع أول ميوزيك (الإنجليزية)
- ميتش ميلر على موقع ديسكوغز (الإنجليزية)
- ميتش ميلر على موقع قاعدة بيانات الفيلم (الإنجليزية)